# Franciska Rosenkilde
Tatjana Francisca Rosenkilde Mailand (Copenhague, 19 de marzo de 1976) es una geógrafa y política danesa que ha sido líder del partido político La Alternativa desde febrero de 2021, reemplazando a Josephine Fock.

## Vida personal y educación
Rosenkilde tiene una licenciatura profesional en salud y nutrición de la Professionshøjskolen Metropol, que estudió de 2006 a 2010. En 2012, comenzó una maestría en geografía de la Universidad de Copenhague, que completó en 2015. Un estudio que completó con su tesis sobre sistemas alimentarios y cambio climático.
Antes de su carrera política, trabajó como cocinera y como mediadora de dieta y estilo de vida.

## Carrera política
Rosenkilde se convirtió en miembro de La Alternativa en 2014 después de un debate político en el partido en el Bremen Teater.
En 2017, fue elegida para el Ayuntamiento de Copenhague en las elecciones locales. Aquí fue miembro de la Representación Ciudadana y presidenta del grupo La Alternativa en el Ayuntamiento de Copenhague hasta octubre de 2018.
En octubre de 2018, tras una votación en La Alternativa en Copenhague, Rosenkilde fue elegida alcaldesa de Cultura y Ocio, tras la dimisión del exalcalde del partido, Niko Grünfeld. Recibió 97 votos de 188.

### Liderazgo del partido
En una reunión nacional extraordinaria, el 7 de febrero de 2021, fue elegida por miembros del partido para convertirse en la líder de La Alternativa. Se presentaron cuatro candidatos y Rosenkilde recibió 260 votos de un total de 471.